# Làpida commemorativa
La Làpida commemorativa és una obra d'Alella (Maresme) inclosa a l'Inventari del Patrimoni Arquitectònic de Catalunya.

## Descripció
Làpida rectangular de pedra situada sobre el mur de l'hort de la rectoria que presenta la següent inscripció: "RIERA DESFECIT RIU BIS ME FECIT 11 SEPTEMBRI 1714, 18 FEBRUARI 1720".

## Història
La làpida assenyala la data de reconstrucció del mur, realitzada pel Dr. Francesc Riu després de les riuades que el destruïren en el primer quart del segle xviii.